# Lemniscomys linulus
Lemniscomys linulus é uma espécie de roedor da família Muridae.
Pode ser encontrada nos seguintes países: Costa do Marfim, Gana, Guiné, Mali e Senegal.
Os seus habitats naturais são: savanas áridas.